# Anna Lindmarker
Anna Birgitta Lindmarker, född 5 januari 1961 i Engelbrekts församling, Stockholm, är en svensk journalist och före detta nyhetsankare på TV 4:s Nyheterna.

## Biografi
Anna Lindmarker är dotter till utrikeskorrespondenten Ingmar Lindmarker och växte upp i Moskva, New York och Washington. Under gymnasiet började hon frilansa för att sedan studera vid Poppius journalistskola. Efter att ha arbetat vid flera lokalradiostationer fick hon i mitten av 1980-talet anställning på Ekot Sveriges Radio. Under 1989 började hon som nyhetsankare vid Aktuellt på SVT. Hösten 1997 gick hon över till TV 4:s Nyheterna. År 2011 var hon gästprofessor vid Södertörns högskola. Våren 2014 var Lindmarker en av programledarna i Utbildningsradions dokumentärserie om tv-historia, Programmen som förändrade TV.
Den 30 juni 2024 var Lindmarker värd i Sommar i P1.

### Familj
Anna Lindmarker levde med Lars Weiss fram till hans död 2021 och har en son tillsammans med honom. Hon har två barn i ett tidigare äktenskap.